# Verónica María Ravenna
Verónica María Ravenna (Buenos Aires, 19 de febrero de 1998) es una deportista argentina que practica luge.

## Vida personal
A los seis años, se mudó a Whistler, (Columbia Británica, Canadá), junto con su familia. Su padre, y entrenador, Jorge, decidió dejar argentina tras la crisis de 2001.

## Carrera deportiva
Comenzó su carrera deportiva en Canadá a los 11 de años de edad, tras conocer el luge en Whistler durante un paseo escolar. En 2014 sufrió una fractura de clavícula, que le impidió acceder al equipo juvenil canadiense. Al año siguiente, aceptó una invitación de la Federación Argentina de Luge para representar a su país natal por primera vez en la copa mundial de 2015-2016, realizada en Oberhof, Alemania.
Participó en los Juegos Olímpicos de la Juventud de Lillehammer 2016, celebrados en Noruega, donde portó la bandera argentina en la ceremonia de clausura. En la competencia de luge obtuvo el séptimo puesto y ganó un diploma olímpico.
Luego compitió en el Campeonato Mundial de Luge de 2017, realizado en Innsbruck (Austria), donde finalizó en el puesto 23° en la categoría mayores y en el décimo lugar en Sub-23. También participó en las ediciones de copa del mundo de 2016-2017 y 2017-2018, finalizando en los puestos 35 y 58, respectivamente. En 2018, quedó en el puesto 25° en el campeonato mundial juvenil realizado en Altenberg, Alemania.

### Pyeongchang 2018
En los Juegos Olímpicos de Invierno de 2018, celebrados en Pyeongchang, Corea del Sur, compitió por primera vez en el evento de singles femeninos en luge. Logró clasificar tras una liberación de cupos en el ranking clasificatorio, fue notificada tan solo dos semanas antes de los Juegos.
Participó en tres rondas, sin poder clasificar para la siguiente. Quedó en 24° lugar en la tabla general.
Verónica fue la segunda mujer argentina en competir en luge en unos juegos olímpicos, tras la participación de Michelle Despain-Hoeger en Turín 2006. Con 19 años, fue la más joven de la delegación argentina y la única que compitió en un deporte de hielo. También la única latinoamericana que participó en el evento de luge femenino.
Fue la abanderada argentina en la ceremonia de clausura.

### Pekín 2022
En 2022 clasificó a los Juegos Olímpicos de Pekín 2022, convirtiéndose en la primera mujer sudamericana con dos participaciones olímpicas en luge.

## Galería

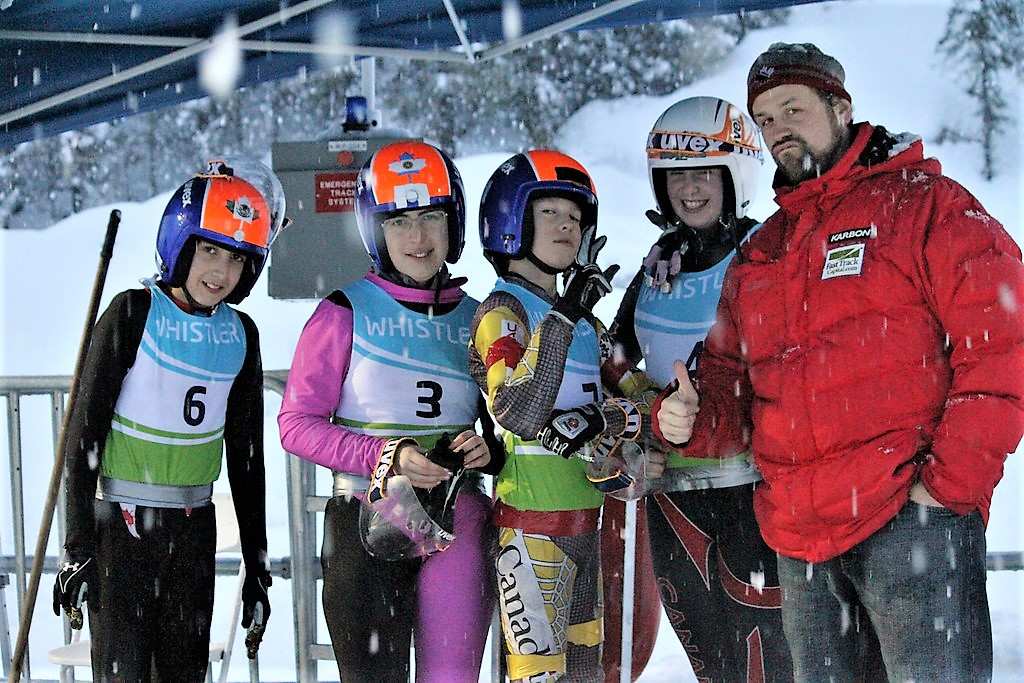
Entrenando junto al equipo provincial de luge de Columbia Británica, marzo de 2011.
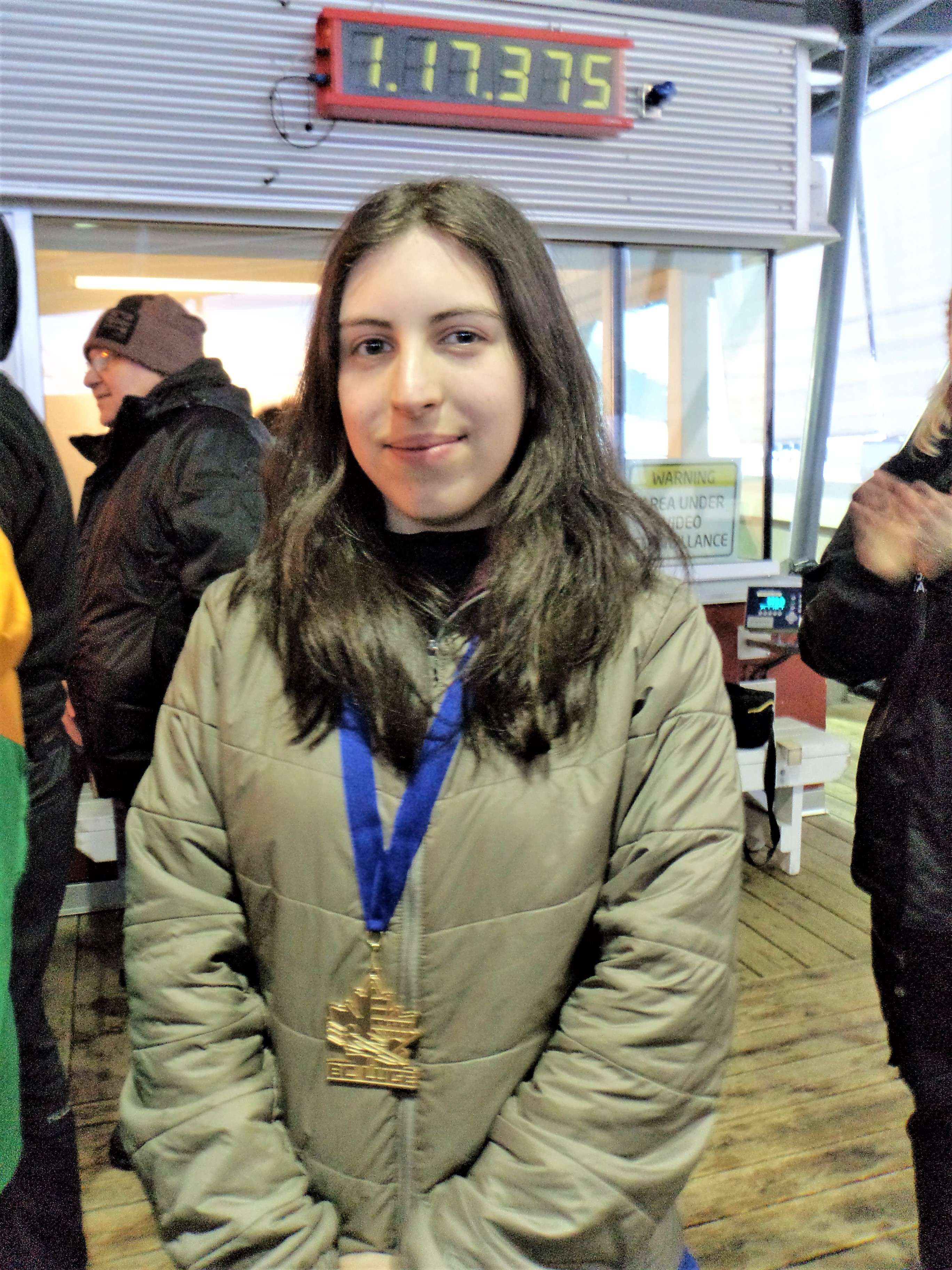
Con su medalla de oro tras ganar el campeonato provincial de luge en marzo de 2014.
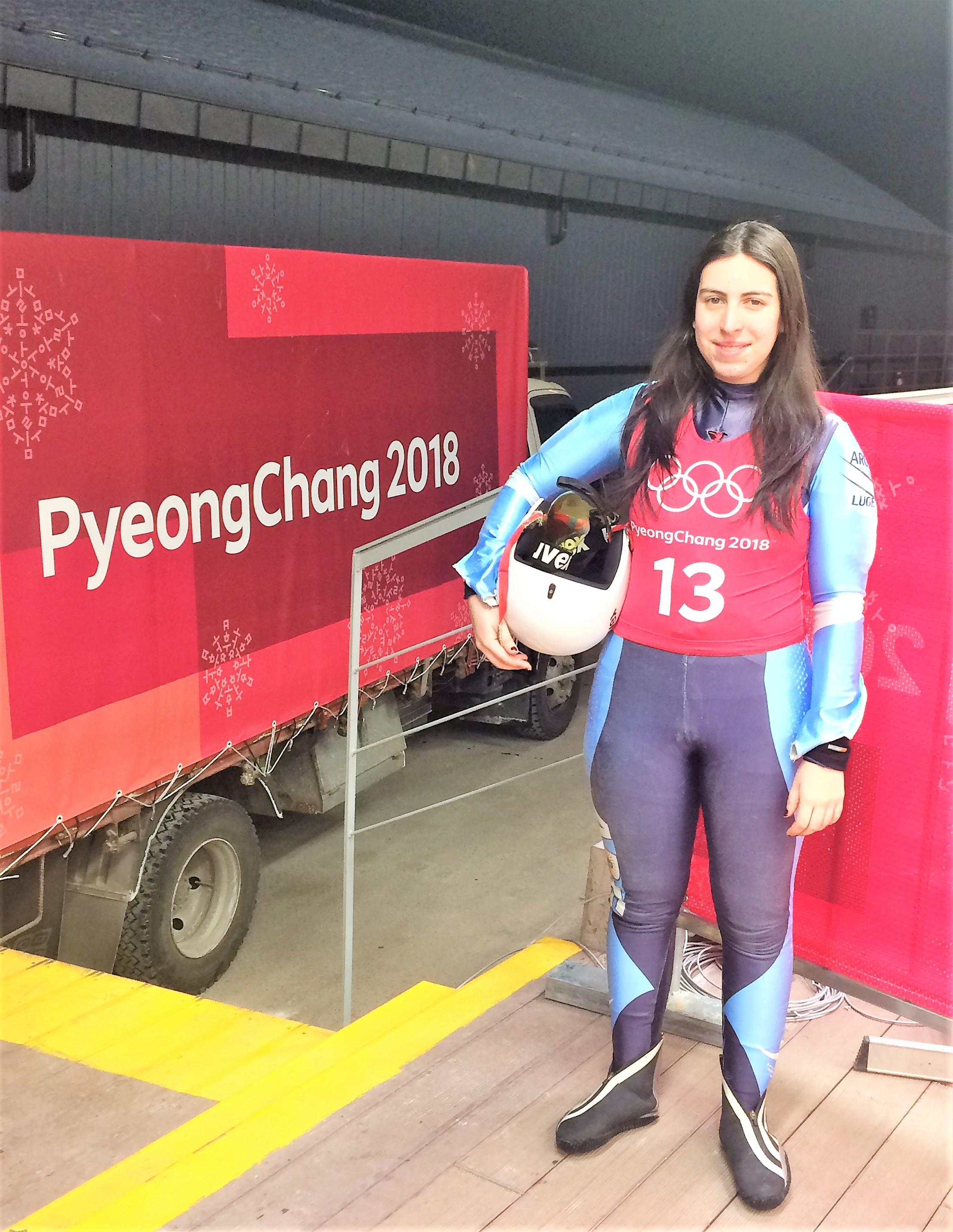
Durante los Juegos Olímpicos de Invierno de 2018.
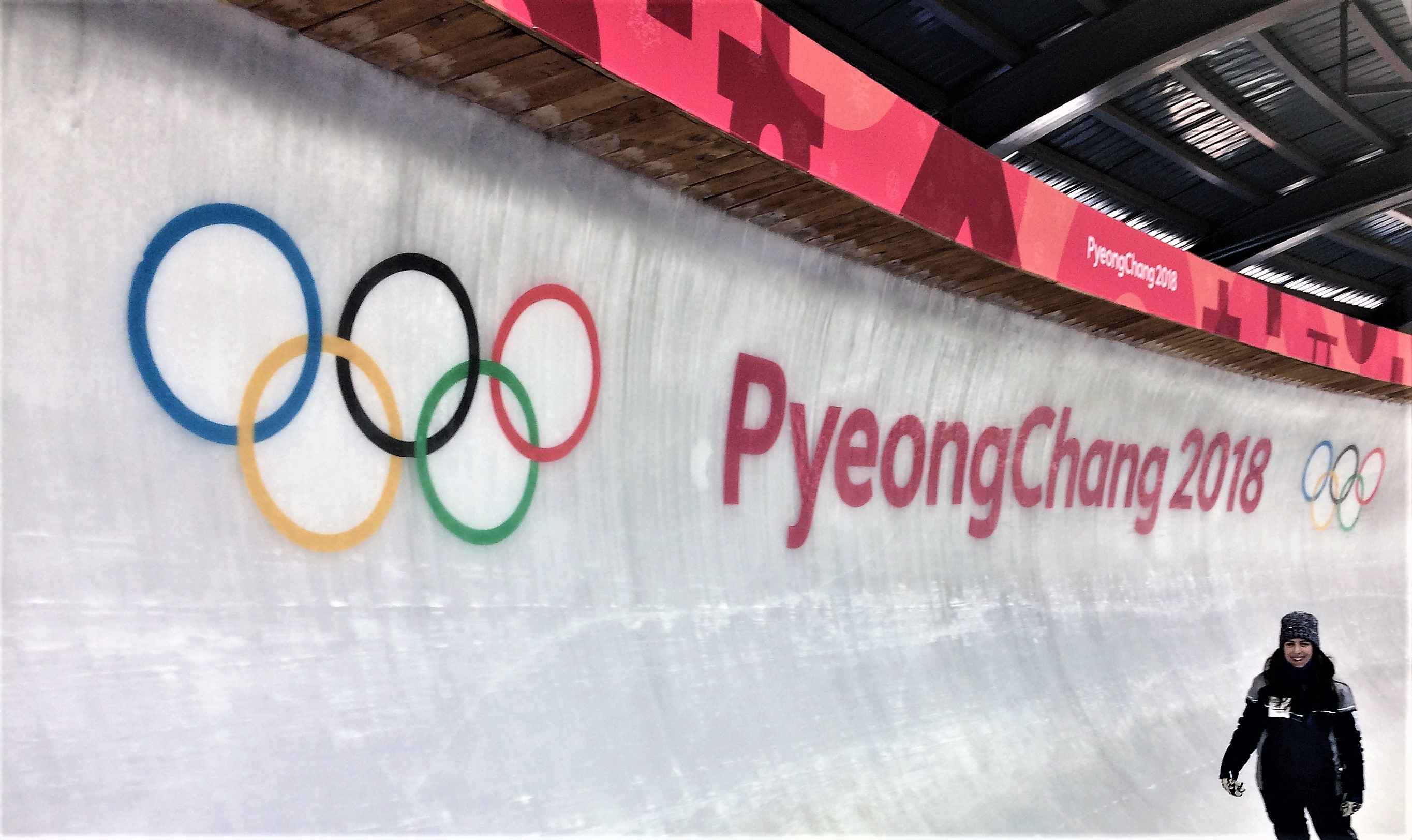
En el Alpensia Sliding Centre en Pyeongchang 2018.
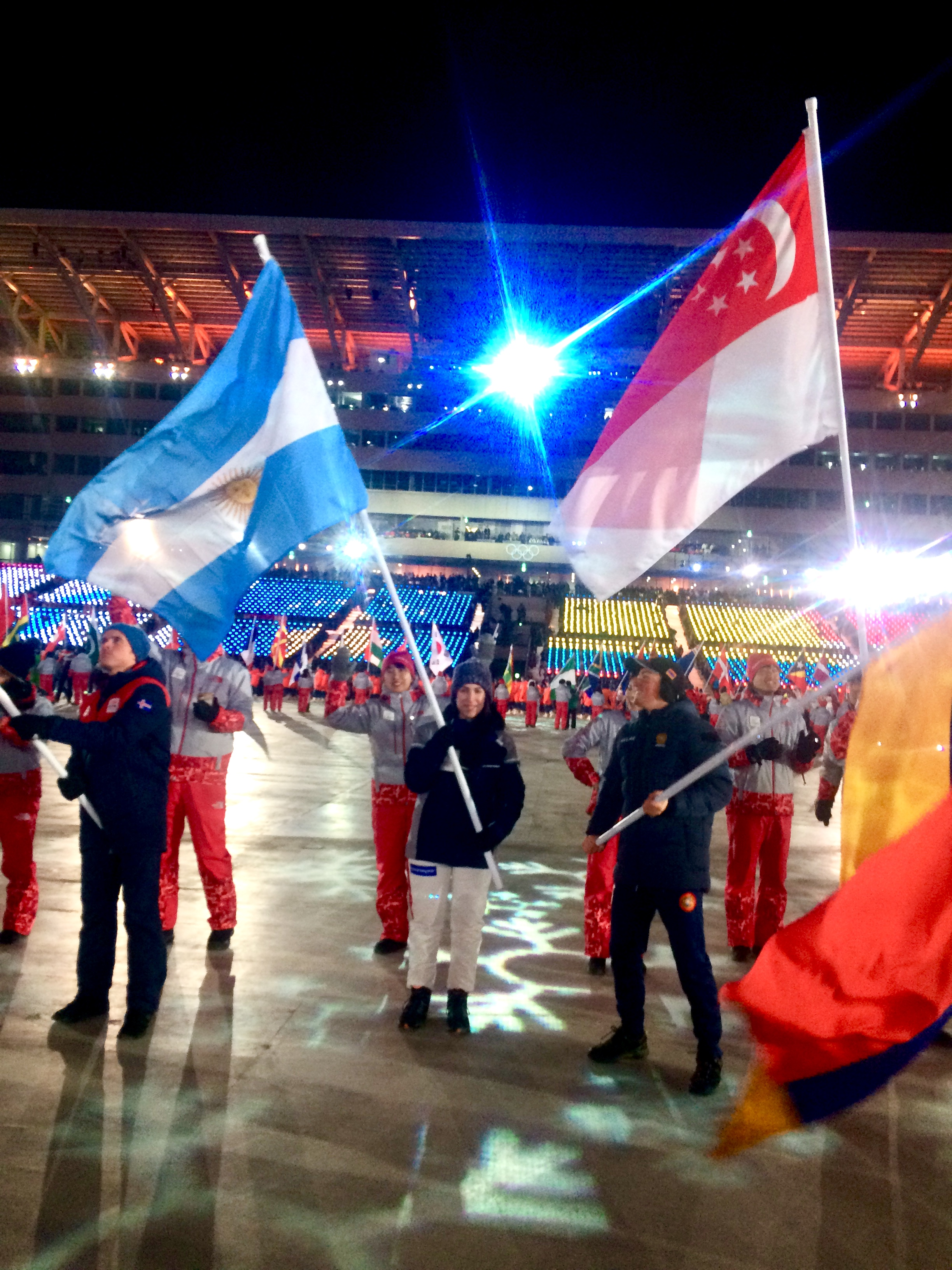
Como abanderada durante la ceremonia de clausura de Pyeongchang 2018.
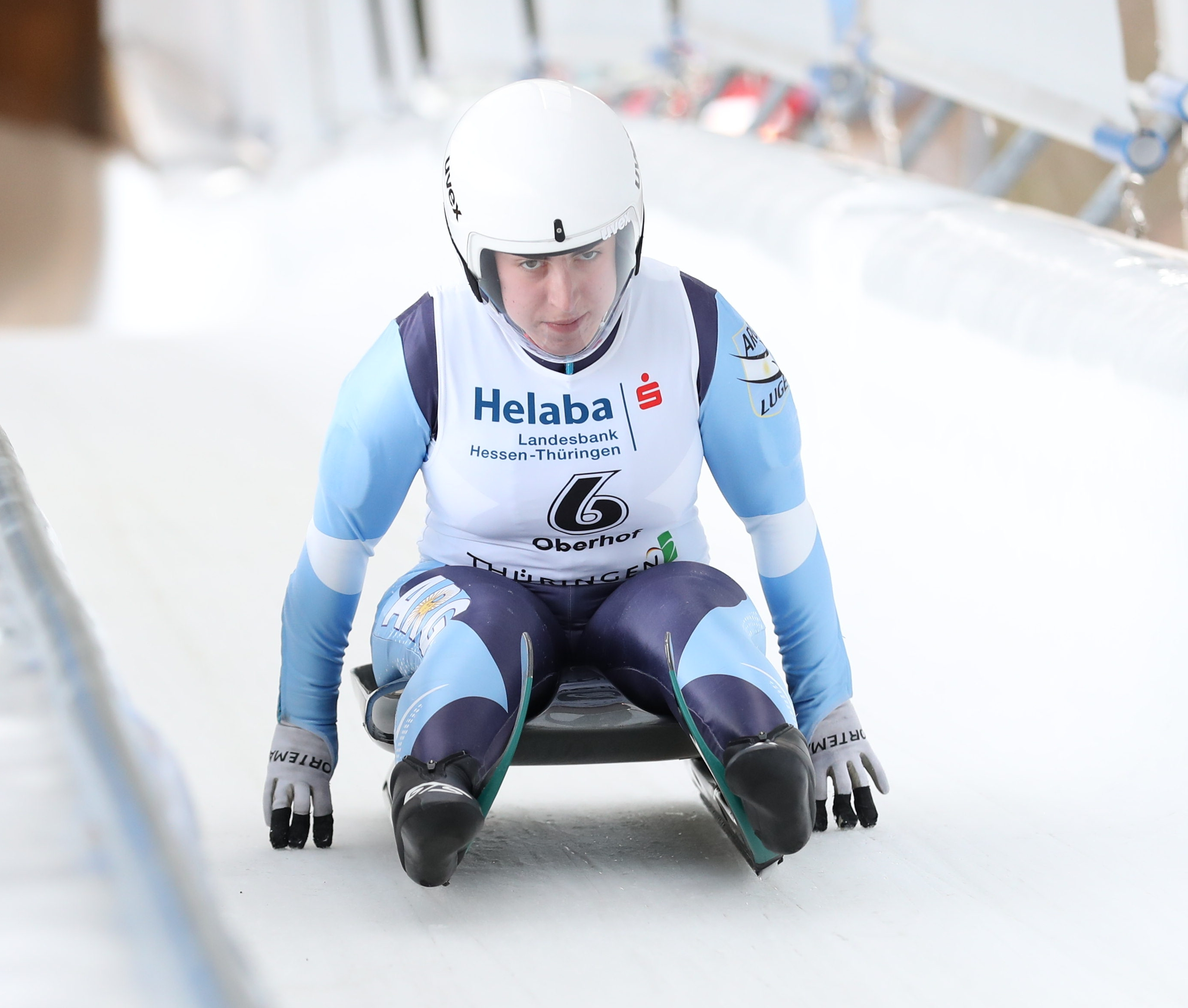
Durante la Copa del Mundo de Luge de 2019/20.